# Явь (альбом)
«Явь» — дебютный студийный альбом сайд-проекта российской и украинской певицы Ёлки — ЯАVЬ, выпущенный 7 января 2019 года на лейбле Velvet Music.

## Предыстория и выпуск
Первые песни проекта «ЯАVЬ» появились весной 2018 года: тогда песни были выпущены анонимно и певица не комментировала их выпуск, но фанаты узнали кумира по голосу. Пластинка включает 11 песен, в которых артистка постаралась отойти от формата собственных радиохитов.
В пластинке «Явь» звенят пунктирные клавиши, «спотыкается» бит. Главное преимущество  песен в том, что мелодии при всех звуковых прикрасах совершенно не страдают — иные рефрены органично бы смотрелись и в основном творчестве певицы.

## Критика
Комментируя содержание альбома, Алексей Мажаев, рецензент интернет-издания InterMedia, отметил, что Ёлка изо всех сил старалась петь максимально монотонно, но сбивалась и добавляла вокальных переходов. В альбоме нет очаровательной угловатости, самоиронии, хитового чутья, мелодий, которых приятно исполнять и артистке Ёлке и её зрителям. «Почему-то в экспериментальном альбоме певица отказалась от своих главных козырей, взамен предложив слушателю только голос и спорный аккомпанемент. Довольно красиво, но как-то пусто», — негодует критик.
А Гуру Кен считает, что в новом проекте Ёлка не то, что не старается быть ближе к слушателю — у неё это не получается из-за отсутствия идей. Только в треке «Чувствуй» она возвращается к поп-музыке, и это ощущается как вынужденный реверанс.

## Список композиций
| №                   | Название                            | Длительность |
| ------------------- | ----------------------------------- | ------------ |
| 1.                  | «ОДИН В ПОЛЕ ВОИН (Remastered)»     | 3:48         |
| 2.                  | «ВЫЛЕЧИ МОЮ ЛЮБОВЬ (Remastered)»    | 4:02         |
| 3.                  | «ВОЗДУХ»                            | 4:28         |
| 4.                  | «БЕРЕГОМ»                           | 3:18         |
| 5.                  | «НИЧЕГО НЕ ГОВОРИ МНЕ (Remastered)» | 3:30         |
| 6.                  | «ВИТРАЖИ»                           | 3:14         |
| 7.                  | «В ТЕМНОТЕ СЛУШАЙ»                  | 3:58         |
| 8.                  | «В ТЕМНОТЕ ТАНЦУЙ»                  | 4:00         |
| 9.                  | «ПРИДУМАЮ»                          | 4:18         |
| 10.                 | «ГЛАВНОЙ»                           | 3:29         |
| 11.                 | «ЧУВСТВУЙ»                          | 5:24         |
| Общая длительность: | Общая длительность:                 | 43:25        |